# امو هایتز (نیو ساوت ولز)
امو هایتز (به انگلیسی: Emu Heights) یک حومه شهر در استرالیا است که در نیو ساوت ولز واقع شده‌است.